# Mumia Manchesterska

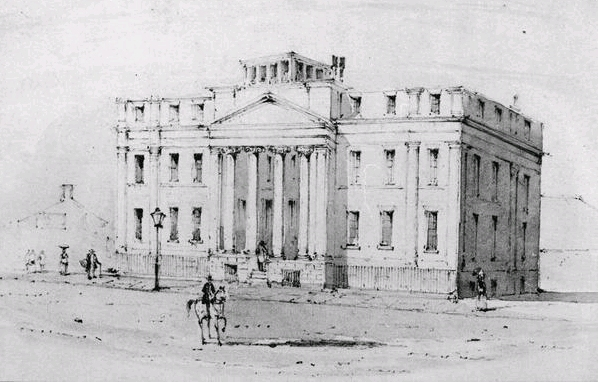
Muzeum Towarzystwa Historii Naturalnej w Manchesterze (ok. 1850 roku), w którym wystawiono zmumifikowane ciało Hannah Beswick

Mumia Manchesterska lub Mumia z Birchin Bower – przydomek jaki nadano zmumifikowanym zwłokom Hannah Beswick (ur. 1688, zm. w lutym 1758).
Hannah Beswick była zamożną mieszkanką rezydencji Birchin Bower w angielskim miasteczku Oldham, odczuwającą paniczny strach przed pogrzebaniem żywcem. Kiedy zmarła, jej ciało nie zostało pogrzebane, lecz zmumifikowane i regularnie badane w celu wychwycenia ewentualnych oznak życia. Metoda mumifikacji nie jest dokładnie znana, ale polegała prawdopodobnie na zastąpieniu krwi mieszaniną terpentyny i cynobru. Ostatnia, dość ekscentryczna wola pani Beswick uczyniła z niej lokalną sławę, a jej ciało, złożone w skrzyni starego zegara w domu lekarza rodziny Beswicków, doktora Charlesa White’a, wystawiono na widok publiczny.
Zgodnie z procedurą spadkową ciało przekazano do Muzeum Towarzystwa Historii Naturalnej w Manchesterze i udostępnione dla zwiedzających. Kolekcję muzeum przeniesiono później do Uniwersytetu Manchesterskiego, a pani Beswick, po ponad 110 latach, została w końcu pochowana, za wcześniejszym pozwoleniem i sugestią biskupa Manchesteru. Ceremonia pogrzebu odbyła się 22 lipca 1868 roku, na cmentarzu w dzielnicy Harpurhey. Jej grób pozostaje nieoznakowany.

## Informacje ogólne

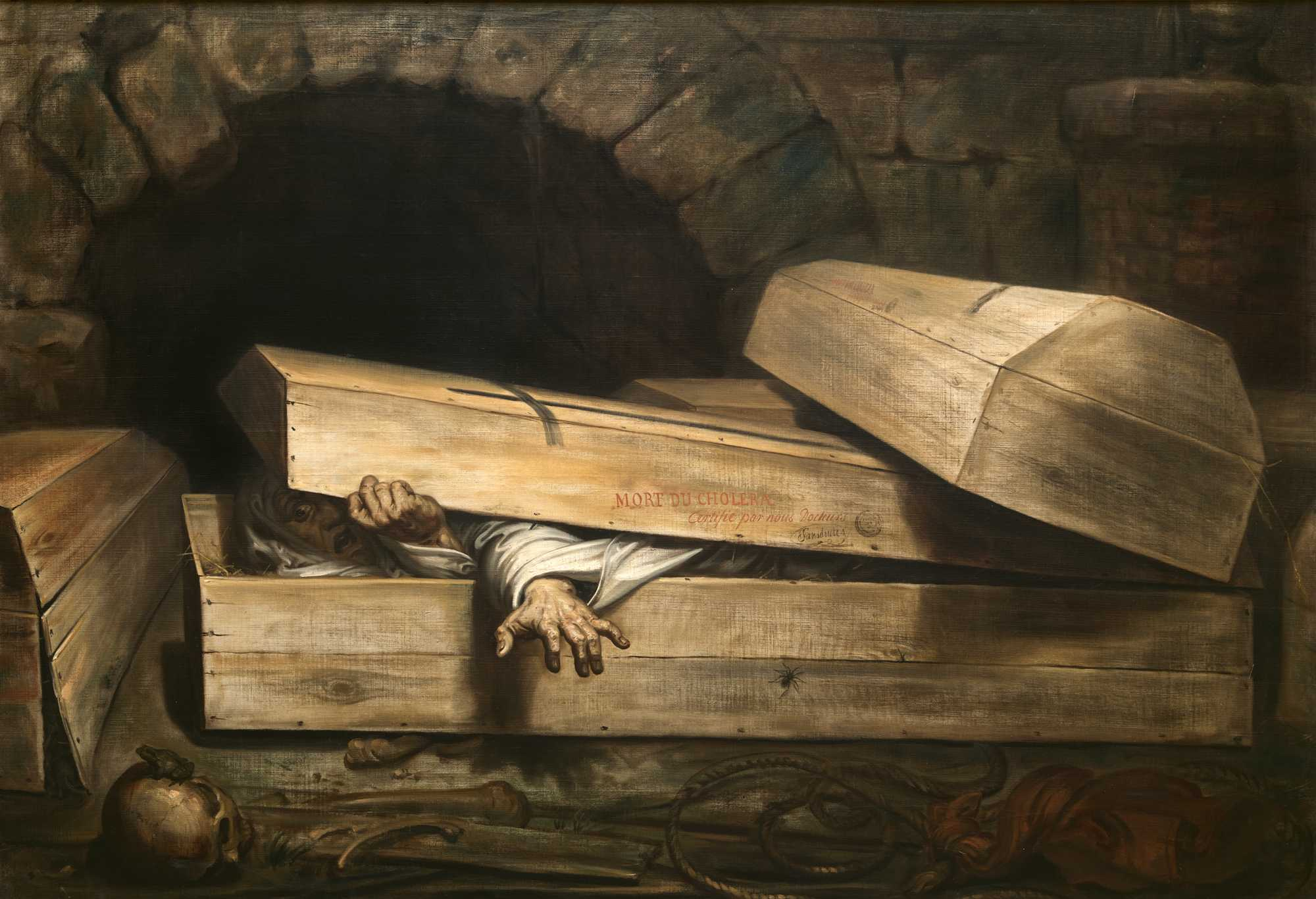
Antoine Wiertz L’Inhumation précipitée (Przedwczesny pogrzeb), 1854

W połowie XVIII wieku wśród społeczeństwa znacznie wzrosła obawa przed przypadkowym pogrzebaniem żywcem. Rozgorzały dyskusje na temat często niezauważalnych oznak życia u domniemanych denatów. W celu wychwycenia takich oznak, sugerowano wlewanie do ust octu z pieprzem czy przypalanie stóp, a nawet odbytu, rozżarzonym pogrzebaczem. W 1895 roku lekarz J.C. Ouseley stwierdził, że w Anglii i Walii aż 2700 osób zostaje co roku przedwcześnie pochowanych, chociaż inni szacowali, że dochodziło mniej więcej do 800 takich pochówków.
Hannah Beswick odziedziczyła znaczny spadek po ojcu, Johnie Beswicku z Failsworth. Kiedy zmarł jeden z braci Hannah, John (a wydarzyło się to kilka lat przed śmiercią samej Hannah), o mały włos zostałby pogrzebany za życia. Zamykano już wieko trumny, kiedy jeden z żałobników zauważył, że powieki Johna drżą. Lekarz rodzinny – doktor Charles White – zbadał mężczyznę i stwierdził, że ten faktycznie wciąż żyje. Kilka dni później John odzyskał przytomność i żył jeszcze przez wiele lat.
Jessie Dobson, kustosz muzeum Królewskiego Kolegium Chirurgów w Anglii, stwierdził, że w relacjach z wydarzeń, które nastąpiły po śmierci Hannah w 1758 roku, jest sporo „nieścisłości i sprzecznych informacji”. Wielu sugerowało, że Beswick miała przekazać w spadku 25 tys. funtów (w roku 2021 kwota ta byłaby równa ok. 3,64 mln funtów) doktorowi White’owi, pionierowi w dziedzinie położnictwa i jednemu z założycieli Królewskiej Izby Chorych w Manchesterze, pod warunkiem, że jej ciało nie zostanie pogrzebane i będzie regularnie badane w celu wychwycenia ewentualnych oznak życia. Jednakże w testamencie Beswick, spisanym 25 lipca 1757 roku (mniej niż rok przed śmiercią), zawarto postanowienie, że White otrzyma jedynie 100 funtów i że 400 funtów (odpowiednio ok. 14,4 tys. GBP w 2020 i ok. 58,2 tys. GBP w 2021 [dla kwot z roku 1758]) ma zostać przeznaczone na wydatki związane z pogrzebem. Z niektórych doniesień wynika, że wykonawcą testamentu Beswick był sam White i to jemu przypadło owe 400 funtów, z której to kwoty miał prawo zatrzymać resztę po opłaceniu kosztów związanych z pogrzebem. Zmumifikowanie ciała Beswick pozwoliło mu więc na zatrzymanie całej kwoty. Według innej wersji White miał u Beswick spory dług, który musiałby spłacić po pogrzebie, a mumifikacja ciała uwolniła go od tego zobowiązania. Jednak Beswick mianowała wykonawcą swojego testamentu nie doktora Charlesa White’a, ale Mary Graeme i Esther Robinson. W roku 1866, więcej niż 100 lat po śmierci, szczegóły testamentu Beswick były nadal tematem sporów.

## Mumifikacja

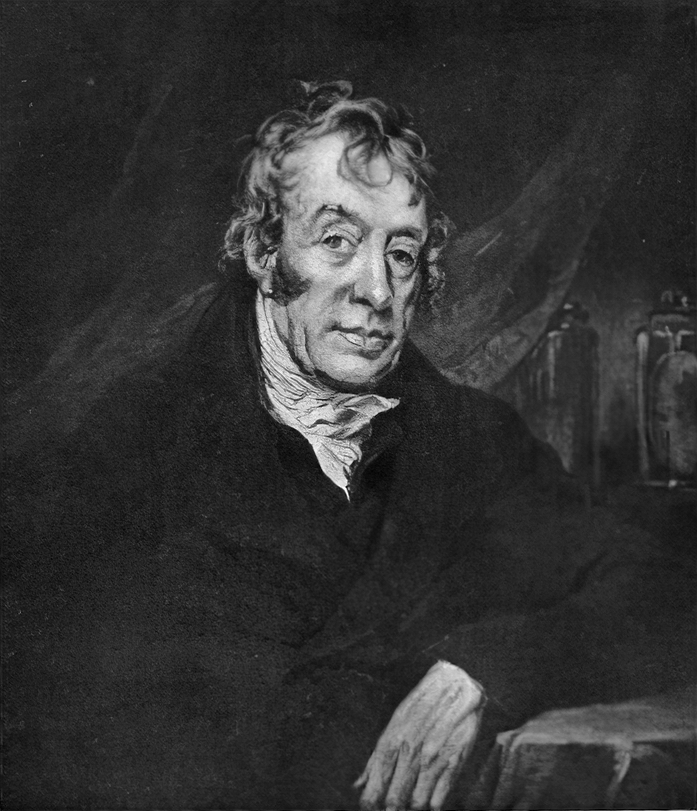
Charles White

W testamencie z 1757 roku Beswick nie wspomina nic na temat mumifikacji jej ciała. Prawdopodobnie doktor White miał obserwować ciało do momentu, aż stanie się oczywiste, że Hannah naprawdę nie żyje, ale nie mógł się oprzeć pokusie wzbogacenia swojej kolekcji o mumię, więc powziął on decyzję o zabalsamowaniu zwłok. White w sposób szczególny zainteresował się anatomią podczas studiów medycznych w Londynie. Przez całe życie gromadził kolekcję „ciekawostek”, która zawierała między innymi szkielet Thomasa Higginsa, rozbójnika i złodzieja owiec powieszonego za włamanie, jak również mumię Hannah Beswick.
Metoda, którą White posłużył się przy mumifikacji, nie jest znana, ale w 1748 roku studiował pod okiem anatoma Williama Huntera, który odkrył sposób mumifikacji poprzez wstrzyknięcie do naczyń krwionośnych chemikaliów, więc White posłużył się prawdopodobnie tą samą metodą. Do żył i tętnic wstrzykiwano mieszaninę terpentyny i cynobru. Następnie usuwano trzewia z klatki piersiowej i jamy brzusznej i umieszczano je w wodzie, aby je oczyścić i zmniejszyć ich objętość. Z ciała upuszczano jak największą ilość krwi, a następnie obmywano alkoholem. Kolejną fazą było umieszczenie organów z powrotem w ciele i powtórzenie zastrzyków z terpentyny i cynobru. Przed zaszyciem jamy ciała wypełniano kamforą, nitrokalitem i żywicą, a pozostałe otwory również zalewano kamforą. Po końcowym obmyciu ciało umieszczano w skrzyni wypełnionej mieszanką gipsową, która pochłaniała wilgoć, a na koniec pokrywano smołą dla lepszej konserwacji.

## Wystawienie mumii na widok publiczny
Na początku zmumifikowane ciało Beswick trzymano w Ancoats Hall, domu krewnego Beswick, ale wkrótce przeniesiono je do domu White’a w Sale, gdzie spoczęło w skrzyni starego zegara. Jedną z osób, którą przyjechała do domu White’a, żeby zobaczyć mumię, był pisarz Thomas de Quincey. Po śmierci White’a w 1813 roku ciało Beswick przeszło do rąk doktora Olliera, a po jego śmierci w 1828 roku zostało przekazane do Muzeum Towarzystwa Historii Naturalnej w Manchesterze, gdzie nadano mu przydomek Mumii Manchesterskiej lub Mumii z Birchin Bower. Ciało ustawiono w sali wejściowej muzeum, obok mumii peruwiańskiej i egipskiej. Krewni Beswick mogli odwiedzić ją w każdej chwili, nie uiszczając opłaty za wstęp. Jeden z odwiedzających mumię w 1844 roku opisał ją jako „najbardziej niesamowity eksponat w muzeum”. Według pisarki Edith Sitwell „zimny, ciemny cień mumii Beswick zawisł nad Manchesterem w samym środku XVII wieku”.
Nie zachowały się żadne fotografie Hannah Beswick. Philip Wentworth, miejscowy historyk, tak ją opisuje:

Ciało było dobrze zachowane, ale twarz była wysuszona i czarna. Nogi i ręce były ciasno owinięte mocną tkaniną [przypominającą materiał, którym pokrywa się materace], a ciało, które należało do starej, drobnej kobiety, spoczywało w szklanej trumnie.

Krótko po przekazaniu kolekcji muzeum do Uniwersytetu Manchesterskiego w 1867 roku, zdecydowano, że Beswick jest „nieodwołalnie i bezsprzecznie martwa” i przyszedł czas, żeby ją pochować. Od roku 1837 zgodnie z prawem Wielkiej Brytanii przed pochowaniem ciała musiał być wystawiony akt zgonu. Beswick zmarła w roku 1758, więc konieczne było zwrócenie się do Sekretarza Stanu, który wydał polecenie pochówku. Za zezwoleniem biskupa Manchesteru ciało Hannah Beswick złożono w nieoznakowanym grobie na cmentarzu w Harpurhey 22 lipca 1868 roku, przeszło 100 lat po śmierci.

## Skarb i zjawa
W roku 1745 Karol Edward Stuart zaatakował i zajął Manchester. Wydarzenie to wywołało u Beswick obawę o bezpieczeństwo i pieniądze, które zdecydowała się zakopać. Na krótko przed śmiercią obiecała zdradzić krewnym położenie skarbu, ale nie udało jej się dożyć tej chwili. Jej dom, Birchin Bower, przerobiono na mieszkania dla robotników i kilkoro z nich wierzyło, że widziało postać ubraną w czarną, jedwabną suknię i biały czepiec, którą wzięli za ducha Hannah Beswick. Postać sunęła przez salon i rozpływała się na jednej ze ścieżek. Podobno jeden z tkaczy podczas przekopywania tej właśnie ścieżki odnalazł skarb Beswick. Oliphant, manchesterski handlarz złotem, zapłacił tkaczowi 3 funty 10 szylingów za każdą sztukę złota (ok. 505 GBP w 2020).
Birchin Bower zostało później zburzone w celu budowy fabryki Ferranti, ale nadal można było zobaczyć błąkającą się tam postać.